# ماریا د لا پاس ارناندس
ماریا د لا پاس ارناندس (اسپانیایی: María de la Paz Hernández‎؛ زادهٔ ۱۱ ژانویهٔ ۱۹۷۷) بازیکن هاکی روی چمن اهل آرژانتین است.
وی در مسابقات کشوری و بین‌المللی در مجموع برندهٔ ۶ مدال طلا، ۲ مدال نقره، ۴ مدال برنز شده‌است.